# Монами, Доминик
Доминик Монами (фр. Dominique Monami, в замужестве — ван Рост (фр. van Roost; родилась 31 мая 1973 года в Вервье, Бельгия) — бельгийская теннисистка, теннисный тренер и функционер; бывшая девятая ракетка мира в одиночном разряде (первая представительница Бельгии в первой десятке рейтинга WTA). Победительница восьми турниров WTA (четыре — в одиночном разряде); призёр теннисного турнира Олимпийских игр в женском парном разряде.

## Общая информация
Отец Доминик — Андре — врач, старшая сестра Анн-Франсуаз преподаёт живопись и скульптуру.
В 1995 году Доминик Монами вышла замуж за Барта ван Роста и после этого до конца игровой карьеры выступала под фамилией мужа. Барт также тренировал свою супругу в течение четырёх лет. В 2001 году у пары родилась дочь Инес; в 2003 году Доминик и Барт развелись (как признаётся сама Монами, «наши частоты просто больше не совпадали»). Весной 2006 года Монами вышла замуж вторично — за генерального менеджера бельгийского филиала Sony BMG Эрика Винка.
По окончании игровой карьеры Доминик занимала различные административные и представительские посты. Так с 2007 года она является директором международного мужского теннисного турнира в Монсе (Бельгия). С 2004 года Монами была спикером школы психологического тренинга Mentally Fit Institute в Брюсселе, а в 2012 году возглавила спортивный отдел этой организации. С 2008 года Доминик также работает как тренер, а в 2014 году заключила контракт с бельгийским телевидением как теннисный эксперт. В 2007 году вышла книга Доминик Монами «Всё зависит от характера» (фр. Tout est dans le caractère).

## Спортивная карьера
Доминик Монами играет в теннис с девяти лет. Во второй половине 1990 года, в возрасте 17 лет, она завоевала пять подряд чемпионских титулов в турнирах-десятитысячниках ITF в Бельгии, Италии и Швейцарии, и в июне следующего года перешла в профессионалы, вскоре после этого дебютировав в составе сборной Бельгии в Кубке Федерации. В начале 1992 года занимавшая 134-е место в рейтинге WTA Монами дошла до четвёртого раунда на Открытом чемпионате Австралии после победы над 17-й ракеткой мира Геленой Суковой и впервые вошла в сотню сильнейших теннисисток планеты. В 1993 году в Кицбюэле (Австрия) она завоевала свой первый титул в турнирах WTA, победив в паре с китаянкой Ли Фан, а ближе к концу года в Монпелье вышла в свой первый одиночный финал на этом уровне. В Монпелье Монами и представляющая Словакию Жанетта Гусарова также дошли до финала и в парном разряде, победив по ходу первую и третью посеянные пары. В итоге Монами закончила год на 59-м месте в рейтинге как в одиночном, так и в парном разряде.
Дальнейших карьерных успехов Доминик добивалась уже во второй половине 90-х годов под фамилией мужа — ван Рост. В 1996 году в Кардиффе она выиграла свой первый турнир WTA в одиночном разряде, а за следующий год добавила к своей коллекции титулов ещё два в одиночном и один в парном разряде. В 1997 году ван Рост показала свой лучший результат в одиночном разряде на турнирах Большого шлема, пробившись в четвертьфинал на Открытом чемпионате Австралии. В третьем раунде турнира ван Рост, находившаяся в рейтинге на 43-й позиции, победила третью ракетку мира Аранчу Санчес, а затем и двадцатую ракетку мира Чанду Рубин. До конца года она также победила седьмую ракетку мира Ирину Спырлю и сама закончила сезон в числе 20 сильнейших теннисисток мира
В 1998 году ван Рост продолжала развивать свой успех в одиночном разряде. За первую половину сезона она сыграла в пяти финалах турниров WTA, хотя победила лишь в одном — вначале января в Окленде (Новая Зеландия). За эти месяцы на её счету были две победы над входившей в первую десятку рейтинга Ивой Майоли, а в октябре на турнире II категории в Фильдершадте (Германия) ван Рост обыграла подряд пятую ракетку мира Винус Уильямс и возглавлявшую рейтинг Мартину Хингис, затем оступившись в полуфинальном матче с 18-й ракеткой мира Сандрин Тестю. После Фильдерштадта ван Рост поднялась в рейтинге на девятое место, став первой в истории представительницей бельгийского тенниса в десятке лучших теннисисток мира. В конце года ван Рост приняла участие в итоговом турнире WTA при участии лучших теннисисток мира и дошла до четвертьфинала после победы над седьмой ракеткой турнира Кончитой Мартинес. По итогам сезона она была признана в Бельгии «спортсменкой года».
В 1999 и 2000 годах Доминик ван Рост ещё четырежды играла в финалах турниров WTA в одиночном разряде. В 1999 году она во второй раз за карьеру дошла до шетвертьфинала Открытого чемпионата Австралии, а в конце года второй год подряд сыграла в итоговом турнире сезона, где снова вышла в четвертьфинал. В 2000 году на пути в финал турнира в Истборне ван Рост обыграла вторую ракетку мира Линдсей Дэвенпорт. В этот год, однако, её успехи в парном разряде были ещё более значительными, чем в одиночном. Ван Рост начала 2000 год с выхода в четвертьфинал Открытого чемпионата Австралии в паре с соотечественницей Элс Калленс, в августе выиграла с ней турнир II категории в Лос-Анджелесе, а затем пробилась в полуфинал Открытого чемпионата США после побед над шестой и девятой сеяными парами (Натали Тозья-Александра Фусаи и Кончита Мартинес-Патрисия Тарабини. На Олимпиаде в Сиднее ван Рост дошла до четвертьфинала в одиночном разряде, а в паре с Калленс сделала ещё один шаг вперёд, уступив в полуфинале будущим чемпионкам Винус и Серене Уильямс. В матче за «бронзу» бельгийская пара переиграла соперниц из Беларуси, что по словам самой ван Рост стало высшим достижением в её игровой карьере, более важным, чем попадание в десятку сильнейших в одиночном разряде. 19 октября 2000 года ван Рост объявила об окончании выступлений, сделав исключение лишь для участия в итоговом турнире сезона в паре с Калленс и финальной пульке Мировой группы Кубка Федерации. В итоговом турнире WTA ван Рост и Калленс обыграли посеянных первыми Ай Сугияму и Жюли Алар-Декюжи, в полуфинале уступив паре Николь Арендт-Манон Боллеграф. В Кубке Федерации ван Рост выиграла с Калленс свою парную встречу против соперниц из сборной США, но эта победа уже ничего не решала, так как американки выиграли полуфинальный матч досрочно. Эта победа стала 22-й за время выступлений ван Рост за сборную Бельгии (17 побед в одиночном разряде и 5 в парном) из 33 встреч. На индивидуальном уровне Доминик ван Рост выиграла в турнирах WTA и Большого шлема почти 300 матчей в одиночном и более 120 в парном разряде. Её любимыми кортами были хардовые, а самым сильным оружием — бэкхенд (удар закрытой ракеткой).

## Положение в рейтинге в конце года
| Разряд    | 1990 | 1991 | 1992 | 1993 | 1994 | 1995 | 1996 | 1997 | 1998 | 1999 | 2000 |
| --------- | ---- | ---- | ---- | ---- | ---- | ---- | ---- | ---- | ---- | ---- | ---- |
| Одиночный | 210  | 129  | 100  | 59   | 133  | 43   | 48   | 18   | 12   | 14   | 24   |
| Парный    | 548  | 402  | 340  | 59   | 111  | 68   | 119  | 61   | 32   | 42   | 21   |

## Выступления на турнирах

### Финалы турнировWTAв одиночном разряде (16)
| Легенда:                    |
| --------------------------- |
| Турниры Большого Шлема (0)  |
| Олимпиада (0)               |
| Итоговый чемпионат года (0) |
| 1-я категория (0)           |
| 2-я категория (0+1)         |
| 3-я категория (0+2)         |
| 4-я категория (4+1)         |
| 5-я категория (0)           |

| Титулы по покрытиям | Титулы по месту проведения матчей турнира |
| ------------------- | ----------------------------------------- |
| Хард (3+2)          | Зал (0)                                   |
| Грунт (1+2)         | Зал (0)                                   |
| Трава (0)           | Открытый воздух (4+4)                     |
| Ковёр (0)           | Открытый воздух (4+4)                     |

| Результат | №   | Дата             | Турнир                  | Покрытие | Соперница в финале       | Счёт           |
| Поражение | 1.  | 11 октября 1993  | Монпелье, Франция       | Хард     | Елена Лиховцева          | 3-6 4-6        |
| Поражение | 2.  | 30 октября 1995  | Квебек, Канада          | Ковёр(i) | Бренда Шульц-Маккарти    | 6-7(5) 2-6     |
| Победа    | 1.  | 13 мая 1996      | Кардифф, Великобритания | Грунт    | Лоранс Куртуа            | 6-4 6-2        |
| Победа    | 2.  | 6 января 1997    | Хобарт, Австралия       | Хард     | Марианна Уэрдел-Уитмейер | 6-3 6-3        |
| Победа    | 3.  | 22 сентября 1997 | Сурабая, Индонезия      | Хард     | Ленка Немечкова          | 6-1 6-3        |
| Поражение | 3.  | 13 октября 1997  | Квебек, Канада (2)      | Ковёр(i) | Бренда Шульц-Маккарти    | 4-6 7-6(4) 5-7 |
| Поражение | 4.  | 17 ноября 1997   | Паттайя, Таиланд        | Хард     | Генриета Надьова         | 5-7 7-6(6) 5-7 |
| Победа    | 4.  | 5 января 1998    | Окленд, Новая Зеландия  | Хард     | Сильвия Фарина           | 4-6 7-6(9) 7-5 |
| Поражение | 5.  | 12 января 1998   | Хобарт, Австралия       | Хард     | Патти Шнидер             | 3-6 2-6        |
| Поражение | 6.  | 5 февраля 1998   | Париж, Франция          | Ковёр(i) | Мари Пьерс               | 3-6 5-7        |
| Поражение | 7.  | 23 февраля 1998  | Линц, Австрия           | Хард(i)  | Яна Новотна              | 1-6 6-7(2)     |
| Поражение | 8.  | 18 мая 1998      | Мадрид, Испания         | Грунт    | Патти Шнидер             | 6-3 4-6 0-6    |
| Поражение | 9.  | 4 января 1999    | Окленд, Новая Зеландия  | Хард     | Жюли Алар-Декюжи         | 4-6 1-6        |
| Поражение | 10. | 20 сентября 1999 | Люксембург              | Ковёр(i) | Ким Клейстерс            | 2-6 2-6        |
| Поражение | 11. | 19 июня 2000     | Истборн, Великобритания | Трава    | Жюли Алар-Декюжи         | 6-7(4) 4-6     |
| Поражение | 12. | 17 июля 2000     | Кнокке-Хейст, Бельгия   | Грунт    | Анна Смашнова            | 2-6 5-7        |

### Финалы турнировWTAв парном разряде (9)
| Результат | №  | Дата            | Турнир                 | Покрытие | Партнёрша        | Соперницы в финале                      | Счёт           |
| Поражение | 1. | 3 мая 1993      | Льеж, Бельгия          | Грунт    | Анн Девриз       | Радка Бобкова Мария Хосе Гайдано        | 4-6 6-2 7-6(4) |
| Победа    | 1. | 12 июля 1993    | Кицбюэль, Австрия      | Грунт    | Ли Фан           | Майя Мурич Павлина Райзлова             | 6-2 6-1        |
| Поражение | 2. | 11 октября 1993 | Монпелье, Франция      | Хард     | Жанетта Гусарова | Мередит Макграт Клаудиа Порвик          | 6-3 2-6 6-7(3) |
| Поражение | 3. | 21 октября 1996 | Люксембург             | Ковёр(i) | Барбара Риттнер  | Кристи Богерт Натали Тозья              | 6-2 4-6 2-6    |
| Победа    | 2. | 30 декабря 1996 | Окленд, Новая Зеландия | Хард     | Жанетта Гусарова | Александра Ольша Елена Пампулова-Вагнер | 2-6 7-6(5) 3-6 |
| Поражение | 4. | 6 января 1997   | Хобарт, Австралия      | Хард     | Барбара Риттнер  | Наоко Кидзимута Нана Мияги              | 3-6 1-6        |
| Поражение | 5. | 17 ноября 1997  | Паттайя, Таиланд       | Хард     | Флоренсия Лабат  | Кристин Канс Корина Морариу             | 3-6 4-6        |
| Победа    | 3. | 18 мая 1998     | Мадрид, Испания        | Грунт    | Флоренсия Лабат  | Рейчел Маккуиллан Николь Пратт          | 6-3 6-1        |
| Победа    | 4. | 7 августа 2000  | Лос-Анджелес, США      | Хард     | Элс Калленс      | Кимберли По Анн-Гаэль Сидо              | 6-2 7-5        |